# مرسيدس دي خيسوس مولينا
مرسيدس دي خيسوس مولينا هي مبشرة إكوادورية، ولدت في 24 سبتمبر 1828 في الإكوادور، وتوفيت في 12 يونيو 1883 في ريوبامبا في الإكوادور.